# Hinterhalden
Hinterhalden (mundartlich: Hintərholdə, uf Hintərholdə num) ist ein Gemeindeteil der Marktgemeinde Oberstaufen im bayerisch-schwäbischen Landkreis Oberallgäu.

## Geographie
Der Weiler liegt circa vier Kilometer südwestlich des Hauptorts Oberstaufen am Nordhang des Weißachtals. Südlich der Ortschaft verläuft die Weißach.

## Ortsname
Der Ortsname stammt vom frühneuhochdeutschen Wort halde für Abhang, Hang; Böschung; Hügel und bedeutet (Siedlung am) (hinteren) Bergabhang. Der Präfix Hinter, da die Ortschaft aus der Sicht von Oberstaufen aus hinter der Ortschaft Halden liegt.

## Geschichte
Hinterhalden wurde erstmals urkundlich im Jahr 1952 im Ortsnamensbuch erwähnt und stellt eine Zusammenfassung der Einöden Gfäll und Schlucht dar, auch wurde Eibele über einen gewissen Zeitraum zu Hinterhalden gezählt.

### Gfäll
Gfäll (ma: Gföll) wurde erstmals 1403 erwähnt. 1808 wurde ein Wohnhaus gezählt.

### Schlucht
Schlucht (ma: Schluəcht) wurde erstmals 1707 erwähnt. 1814 wurden drei Wohnhäuser gezählt.